# Gustav Zittlau
Gustav Johann Zittlau (* 11. Februar 1905 in Peshtigo, USA; † 1. Juli 1986 in Potchefstroom, Südafrika) war ein Missionar der Berliner Missionsgesellschaft in Südafrika, Missionssuperintendent der Oranje-Synode und letztlich erster Bischof der aus der Missionsarbeit gewachsenen evangelisch-lutherischen Kap-Oranje-Regionalkirche.

## Werdegang
Gustav Zittlau wurde als Sohn von Friedrich und Christine Zittlau, geb. Hipke in Peshtigo, Wisconsin, USA geboren und wuchs in Westpreußen auf. Er besuchte die Oberschule im Graudenz, dem heutigen Grudziądz, und wurde im Alter von 20 Jahren zum Theologiestudium am Missionsseminar der Berliner Missionsgesellschaft aufgenommen. Als Vikar wirkte er in Pommern und arbeitete bei Evangelisationen unter der Jugend in Posen und Westpreußen mit. Nach einem Außendungsgottesdienst in der Berliner Immanuelkirche im Bezirk Prenzlauer Berg wurde er 1931 nach Südafrika entsandt und bediente anfänglich die deutschsprachigen Gemeinden in Kimberley und des nördlichen Kaplandes. Nachdem er Afrikaans erlernt hatte, begann er die Tätigkeit als Missionar unter der farbigen Bevölkerung in Kimberley und Umgebung. Schwerpunkte seiner Tätigkeit waren Beaconsfield bei Kimberley und als Stationsmissionar auf der Farm der Berliner Mission Pniel, die er bis 1963 betreute. Am 31. Oktober 1931 heiratete er in Kapstadt die technisch-medizinische Assistentin Carola Martha Zimmermann. In der Ehe wurden vier Kinder geboren.

## Nach dem Zweiten Weltkrieg
1947, nach dem Zweiten Weltkrieg, in dem viele Berliner Missionare in britischen Gefangenenlagern interniert waren, andere nach Deutschland ausgewiesen oder deren Wiedereinreise nach Südafrika verweigert wurde, befanden sich mit dem Missionssuperintendenten Ernst Müller in Bloemfontein und Gustav Zittlau nur noch zwei Berliner Missionare in der gesamten Oranjesynode. 1948 wurde Zittlau als Nachfolger Müllers zum Superintendenten der Oranjesynode, die das Gebiet des Oranje-Freistaates, das nördliche Kapland sowie den südlichen Teil Botswanas umfasste, gewählt. Gemeinsam mit den Superintendenten der vier anderen Berliner Missionssynoden Nord- und Südtransvaal, Kapsynode sowie der Zulu-Xhosa-Swazisynode, stand Zittlau an der Spitze der Berliner Missionsarbeit in Südafrika. Zum 30. Oktober 1963 wurden in dem Bestreben, aus den Missionskirchen selbständige Kirchen zu schaffen, die Oranjesynode und die Kapsynode der Berliner Mission zur Kap-Oranje-Regionalkirche zusammengelegt. Stammes- und Sprachprobleme spielten in den Vorverhandlungen dazu eine große Rolle, „besonders in Kap/Oranje, wo Bantu und Mischlinge sich zusammenfinden mussten“. Gustav Zittlau wurde zum ersten Bischof gewählt und am 21. Februar 1964 in der St.-Sylvester-Kirche in Beaconsfield durch Bischof Pakendorf in einem Gottesdienst in sein Amt eingeführt. Seine Wahl war „ein Beweis großen Vertrauens aller Mitarbeiter und Gemeinden zu ihm ... Er hatte nicht geringen Anteil am Gelingen dieser Kirchwerdung gehabt“. Bischofssitz wurde Kimberley.
Gustav Zittlau trat 1972 im Alter von 70 Jahren in den Ruhestand. Sein Nachfolger im Amt und letzter weißer Bischof der Kap-Oranje-Regionalkirche (die 1975 mit drei anderen Kirchen die Evangelisch-Lutherische Kirche im Südlichen Afrika bildete) wurde Adalbert Brunke. Zittlau verbrachte seinen Ruhestand in Potchefstroom in Transvaal in der Nähe seiner Kinder und verstarb dort nach längerer Krankheit im Alter von 81 Jahren am 1. Juli 1986.